# Jonas Magnusson
Jonas Olof Steken Magnusson, född 30 september 1966 i Tynnereds församling, Göteborgs och Bohus län, är en svensk journalist och programledare. Magnusson skrev och rapporterade under 1990-talet för svensk media från Prag i Tjeckien. Han var sedan, tillsammans med Marcus Birro och Hanna Toll, programledare för P3-programmet Frank och har även varit producent för programmet. Magnusson har därefter medverkat som producent, reporter eller programledare på SVT i serier såsom CP-magasinet, Världens konflikter, Nordstan, Den stora ölresan, Absolut svensk, Hela Sveriges Mamma, Branden, Veronica och den kinesiske miljonären.

## Program i urval
- P1: Gräns[3], Kaliber
- P3:  Bossanova[4], Frank[5], Morgon med Steken[6]
- SVT: Världens konflikter, Den stora ölresan[7], Uppdrag Granskning[3], Mediemagasinet[8], Nordstan, Absolut svensk, Det stora Postrånet, Veronica och den kinesiske miljonären, Smugglad

## Priser och utmärkelser
- 2005 – Schizofreniförbundets pris för reportage i Uppdrag granskning
- 2007 – Ikarospriset för reportage i Kaliber
- 2010 – Kristallen som programledare i Världens konflikter
- 2009 - EBU utnämnde Världens konflikter till årets bästa nya programformat i Europa.
- 2016 - Kristallen som producent för Absolut svensk
- 2016 - mottog CIRCOM Grand Prix, Absolut svensk vald till årets bästa europeiska produktion,
- 2018 - Kristallen som producent för dokumentärserien Hela Sveriges mamma.
- 2024 Unesco Refugee awareness award för serien Smugglad